# For Lack of a Better Name
For Lack of a Better Name es el quinto álbum de estudio del productor deadmau5, el cual fue lanzado el 5 de octubre de 2009 a nivel mundial. El álbum tiene mezclas de House, Electro House, Progressive house, Tech House y Neo-trance. Deadmau5 tuvo colaboraciones con MC Flipside ("Hi Friend!") y con el vocalista de Pendulum, Rob Swire en "Ghost 'n' Stuff". De este álbum se extrajeron sencillos como "Ghost 'n' Stuff”,” Hi Friend!”,” Word Problems”, “Lack of a Better Name” y “Strobe”. De la canción “Ghost 'n' Stuff” se produjo por Ultra Records un vídeo que fue lanzado en agosto de 2009. La canción “Strobe” es considerada una de las más memorables de Deadmau5, siendo también de las más tocadas en sus presentaciones mundiales.

## Críticas
El álbum recibió generalmente críticas positivas. Paula Carino de la Revista Q Magazine añadió: "Zimmerman inyecta su música con una chispa lo que hace el sonido familiar fresco." dándole una calificación de 4 estrellas de 5.

### Track List
| N.º       | Título                             | Duración |  |
| 1.        | «FML»                              | 6:35     |  |
| 2.        | «Moar Ghosts 'n' Stuff»            | 4:30     |  |
| 3.        | «Ghosts 'n' Stuff» (con Rob Swire) | 3:15     |  |
| 4.        | «Hi Friend!» (con MC Flipside)     | 5:15     |  |
| 5.        | «Bot»                              | 5:22     |  |
| 6.        | «Word Problems»                    | 7:48     |  |
| 7.        | «Soma»                             | 6:07     |  |
| 8.        | «Lack of a Better Name»            | 6:58     |  |
| 9.        | «The 16th Hour»                    | 9:29     |  |
| 10.       | «Strobe»                           | 10:37    |  |
| 65:59 min |                                    |          |  |

| Amazon mp3 bonus tracks |                                                      |          |  |
| N.º                     | Título                                               | Duración |  |
| 11.                     | «Ghosts 'n' Stuff (Sub Focus Remix)» (con Rob Swire) | 4:26     |  |

| iTunes bonus tracks |                                                 |          |  |
| N.º                 | Título                                          | Duración |  |
| 11.                 | «Ghosts 'n' Stuff (Nero Remix)» (con Rob Swire) | 6:55     |  |